# Тим Крул
Тимъти Майкъл „Тим“ Крул (на английски: Timothy Michael Krul) е нидерландски професионален футболист, който играе като вратар за английския футболен клуб Лутън Таун и националния отбор на Нидерландия.

## Биография и кариера
Тимъти Крул е роден на 3 април 1988 г. в Хага, Нидерландия.
Крул започва професионалната си кариера в Нюкасъл Юнайтед през 2006 г., като преди това е играл за младежките отбори на тима.